# Mai Hóa
Mai Hóa là một xã thuộc huyện Tuyên Hóa, tỉnh Quảng Bình, Việt Nam.
Xã Mai Hóa có diện tích 31,21 km², dân số năm 2019 là 7.506 người, mật độ dân số đạt 241 người/km².